# Harpacticus ponticus
Harpacticus ponticus is een eenoogkreeftjessoort uit de familie van de Harpacticidae. De wetenschappelijke naam van de soort is voor het eerst geldig gepubliceerd in 1967 door Marcus.